# Sobór Świętego Aleksandra Newskiego w Jałcie
Sobór Świętego Aleksandra Newskiego (ukr. Собор Олександра Невського) – prawosławny sobór w Jałcie przy ulicy Sadowej. Należy do dekanatu jałtańskiego eparchii symferopolskiej i krymskiej Rosyjskiego Kościoła Prawosławnego.

## Historia
Sobór miał zostać wzniesiony w podzięce za ocalenie cara Aleksandra II z zamachu zorganizowanego przez narodowolców na pociąg carski prowadzący z Krymu do stolicy. Ostatecznie ze względu na brak funduszy prace nad obiektem rozpoczęto dopiero w marcu 1890, po uzyskaniu na ten cel kilku datków od rosyjskich arystokratów Chwoszyckiego i Tokmakowa oraz przekazaniu przez barona A. Wrangla działki na budowę. Projekt cerkwi wykonali N. Krasnow i P. Tieriebieniew, których pracę osobiście zatwierdził car Aleksander III. 
Prace budowlane zakończono w grudniu 1902, w poświęceniu cerkwi uczestniczył Mikołaj II i jego rodzina. W 1908 obok cerkwi wzniesiono dom stanowiący siedzibę bractwa cerkiewnego. W 1938 została zniszczona dzwonnica cerkiewna, a w tym samym roku zamknięto parafię. Cerkiew stała się siedzibą klubu sportowego. Dopiero w 1945 sobór otwarto na nowo.

## Architektura
Cerkiew reprezentuje styl bizantyjsko-rosyjski. Wejście do niej prowadzi przez przedsionek ze szczytem zwieńczonym krzyżem prawosławnym i mozaiką z wizerunkiem Chrystusa. Cerkiew jest malowana na biało i żółto, bogato zdobiona płaskorzeźbami i oślimi grzbietami. Obiekt wieńczy pięć złoconych kopuł zgrupowanych wokół największej, centralnej. Poniżej poziomu dachu znajduje się fryz. We wnętrzu zachował się oryginalny ikonostas oraz zespół fresków wykonanych przez kijowskiego malarza Ołeksandra Muraszkę. 
W dzwonnicy cerkiewnej znajduje się 11 dzwonów odlanych w Moskwie.